# Dieter Thoma (skijaš skakač)
Dieter Thoma (Hinterzarten, Njemačka, 19. listopada 1969.), bivši njemački skakač skijaš. 

## Životopis
Rođen je u Hinterzartenu u Njemačkoj u obitelji skijaša skakača. Otac Franz Thoma je 1960-ih kao skijaš skakač bio u njemačkoj reprezentaciji. Dieterov stric Georg Thoma bio je svjetski i olimpijski prvak u nordijskoj kombinaciji. 
U Svjetskom kupu prvi put nastupio je 30. prosinca 1985. godine. Na Turneji četiri skakaonice pobijedio je sezone 1989./90. godine. Krajem sezone 1990. osvojio je i svjetsko prventstvo u skijaškim letovima u Vikersundu. Prije početka sezone 1993./1994, Thoma je promijenio svoju skakačku tehniku s usporednog držanja skija na "V" i bio je dio momčadi Hansjörg Jäkle, Christof Duffner, Dieter Thoma i Jens Weißflog kada su osvojili zlato na Olimpijadi u Lilehammeru 1994. godine. Također je osvojio i brončanu medalju na običnoj skakaonici u individualnoj konkurenciji u Lillehammeru. Posljednju medalju osvojio je u Naganu u momčadskoj konkurenciji, srebro.
Ukupno je osvojio pet odličja na svjetskim prvenstvima uključujući jedno zlato, dva srebra i dve bronce. Dieter Thoma se oprostio od aktivnog bavljenja skokovima 1998./99. s ukupno 12 pobjeda u svhetskom kupu. Bio je dvaput treći 1989. i 1991. u svjetskom kupu i jednom drugi 1996./97. ukupnom poretku. Najduži Thomin skok je 211 metara na Planici 1997. godine. 

## Vanjske poveznice
- Dieter Thoma - Međunarodni skijaški savez (eng.)
- Dieter Thoma  Arhivirana inačica izvorne stranice od 11. prosinca 2008. (Wayback Machine) - Sports-Reference (eng.)